# (2127) Таня
(2127) Таня (лат. Tanya) — астероид главного пояса, который был открыт 29 мая 1971 года советской женщиной-астрономом Людмилой Черных в Крымской астрофизической обсерватории и назван в память ленинградской школьницы Тани Савичевой, погибшей в годы блокады Ленинграда.

Орбита астероида Таня и его положение в Солнечной системе
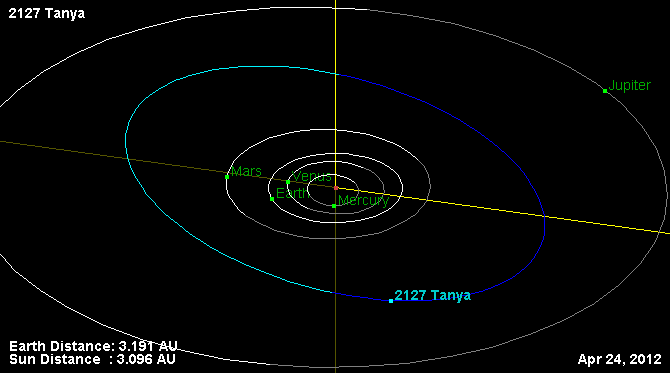
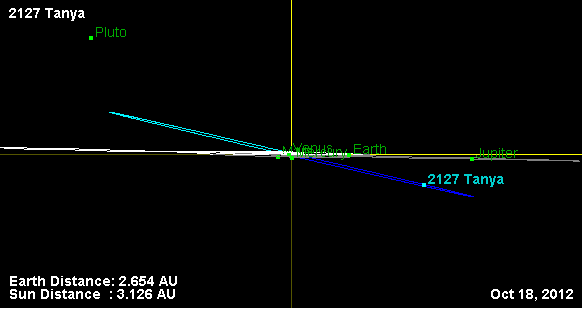